# Axel Bergström (översättare)
Axel Gustaf Eugène Bergström, född 15 oktober 1858 i Stockholm, död 21 juni 1936 i Oscars församling, Stockholm, var en svensk läroverksadjunkt och översättare.
Bergström var son till förste revisorn Sven Alarik Bergström och Maria Pontus. Han tog fil. kand. 1881, fil. lic. 1886 och var sedan lärare i Falun, Norrköping och Stockholm (adjunkt vid Södermalms högre allmänna läroverk 1900-1924). Han gifte sig 1903 med Mathilda Lovisa Hultberg (1872-1966).
Bergström skrev några läroböcker i franska, men var vid sidan av sitt lärararbete främst verksam som översättare från franska, engelska, tyska, italienska och danska.

## Egna skrifter
- De la construction en français moderne (1889) [Ingår i Redogörelse för Allmänna läroverken i Norrköping, Söderköping och Wimmerby under läseåret 1888-89]
- Fransk elementarbok (Fritze, 1892)
- Franska vokabler: abstrakta substantiv - verb – adjektiv (Norstedt, 1927)

## Bearbetning
- Ferdinand Schulthess: Svensk-fransk ordbok (3. uppl. omarbetad av Axel Bergström, Svenska bokförlaget, 1949)

## Översättningar
- Sergej Kravtjinskij: Det underjordiska Ryssland (Hæggström, 1883)
- Domenico Ciampoli och Giovanni Verga: Italienskt folklif: två berättelser (översatt tillsammans med Harald Kernell) (Skoglund, 1884)
- Kazimierz Waliszewski: Peter den store (Wahlström & Widstrand, 1898) (Pierre le grand)
- Christian Schefer: Konung Karl Johan: en karaktersstudie (Beijer, 1900) (Bernadotte roi)
- Gilbert Parker: Donovan Pascha och annat godt folk i Egypten (Bonnier, 1905)
- Maurice Hewlett: Kavaljer och vagabond: lefnadsminnen upptecknade af Francis Antony Strelley, medborgare i Lucca (Skoglund, 1907)
- Jean Baptiste Cléry: Ludvig XVI i tempeltornet: anteckningar förda under fångenskapen (Skoglund, 1907)
- Elinor Glyn: Tre veckor (Skoglund, 1908)
- Jack London: På kryssning med Blixten (Bille, 1910)
- Jakob Knudsen: En folkskolelärare (Skoglund, 1910)
- Jules Lemaitre: Jean Jacques Rousseau: tio föreläsningar (Norstedt, 1912)